# برندان گلوی
برندان جوئل زیبوسیسو گلوی (انگلیسی: Brendan Joel Zibusiso Galloway؛ زادهٔ ۱۷ مارس ۱۹۹۶) بازیکن فوتبال اهل انگلستان است که در پست مدافع برای لوتون تاون در چمپیونشیپ بازی می‌کند.
از باشگاه‌هایی که در آن بازی کرده است می‌توان به میلتون کینز دونز اشاره کرد.
وی که متولد هراره در زیمبابوه است، برای انتخاب تیم ملی مورد نظر خود بین انگلستان و زیمبابوه حق انتخاب دارد. با این حال وی تاکنون در سه رده سنی برای تیم ملی فوتبال انگلستان بازی کرده است.